# Bridgette Jordan
Bridgette Bri Jordan (Verenigde Staten, 1988 of 1989) is een van de kleinste volwassen vrouwen ter wereld. De studente uit Sandoval, Illinois meet in totaal 69 centimeter. Jordan is ruim negen centimeter groter dan de kleinste volwassen persoon ter wereld, de Filipijn Junrey Balawing.
Gedurende een periode van drie maanden in 2011 werd ze door het Guinness Book of Records erkend als de kleinste volwassen vrouw ter wereld. Ze nam in september 2011 het record over van de Turkse Elif Kocaman uit het Turkse Kadirli. Kocaman meet in totaal 72,5 centimeter.
Jordan is samen met haar broer Brad de kleinste in leven zijnde broer en zus. Brad meet namelijk 96,5 centimeter. Samen zijn ze dus slechts 168,5 centimeter. Hun geringe lengte komt door de erfelijke aandoening microcephalic osteodysplastic primordial dwarfism type II, een vorm van dwerggroei.
Op het nieuws dat Jordan de kleinste vrouw van de wereld was, reageerde ze: It's great to be small.
Op 16 december 2011 werd haar record overgenomen door de Indiase Jyoti Amge, die op dat moment achttien jaar werd. Haar lengte is door Guinness World Records vastgesteld op 62,8 centimeter. De kleinste volwassen vrouw ooit is de Nederlandse Pauline Musters. Musters stierf in 1895 op negentienjarige leeftijd aan een longontsteking en mat ten tijde van haar overlijden slechts 61 centimeter.